# Maciej Rokossowski
Maciej Rokossowski herbu Glaubicz – stolnik wschowski w latach 1757–1765 oraz 1774–1781, podstoli wschowski w latach 1738–1757.
Był konsyliarzem województw poznańskiego i kaliskiego w konfederacji 1767 roku.